# Oryzias nigrimas
Oryzias nigrimas Kottelat, 1990 è un pesce d'acqua dolce e appartenente alla famiglia Adrianichthyidae.

## Etimologia
Il nome della specie nigrimas deriva dall'unione delle parole latine niger (nero) + mas (maschio) che chiaramente indica la livrea nuziale nera del maschio.

## Distribuzione e habitat
Questa specie è endemica del lago Poso, nell'isola di Sulawesi, Indonesia.

## Descrizione
Raggiunge una lunghezza massima di 4,7 cm.